# کلاغک (گیاه)
کلاغَک یا سنبلک (نام علمی: muscari) نام یک سرده از گیاهان از تیرهٔ مارچوبگان راستهٔ مارچوبه‌سانان که علفی است و دارای ریشهٔ پیازی شکل است و متعلق به تک‌لپه‌ای‌ها است. گل‌هایش خوشه‌ای شکل‌اند و در انتهای ساقه قرار دارند و دارای رنگ آبی مایل به بنفش با تلألو قرمز هستند.
در حدود ۴۰ گونه از این گیاه شناخته شده که در مناطق مدیترانه‌ای می‌رویند و در ایران نیز در کنار رودها یافت می‌شوند.
این جنس در ایران ۷ گونه دارد که متعلق به زیر جنس‌های Leopoldia ,Bothryanthus و Pseudomusari می‌باشد.
موسیر که در ایران آن را با ماست یا در ترشی‌ها استفاده می‌کنند همان Tassel hyacinth که در ایتالیا با نام Lampascioni شناخته می‌شود و نام گیاه‌شناسی آن Muscari comosum/Leopoldia comosum است.
برخی از گونه‌های این گیاه به عنوان گل زینتی در باغچه‌ها کشت می‌شوند. از بافت‌های آن ماده‌ای به نام موسکارین استخراج می‌کنند که به مقدار کم برای رفع اختلالات دستگاه گوارش و رحم به کار می‌رود.

## گونه‌ها
- سنبلک سرمه کلاغ Muscari neglectum
- Muscari adilii
- Muscari albiflorum
- Muscari alpanicum
- Muscari anatolicum
- Muscari armeniacum
- Muscari aucheri
- Muscari babachii
- Muscari baeticum
- Muscari botryoides
- Muscari bourgaei
- Muscari cazorlanum
- Muscari commutatum
- Muscari discolor
- Muscari dolichanthum
- Muscari fertile
- Muscari filiforme
- Muscari hermonense
- Muscari hierosolymitanum
- Muscari kerkis
- Muscari kurdicum
- Muscari latifolium
- Muscari lazulinum
- Muscari longistylum
- Muscari macbeathianum
- Muscari macrocarpum
- Muscari massayanum
- Muscari matritensis
- Muscari microstomum
- Muscari mirum
- Muscari olivetorum
- Muscari parviflorum
- Muscari pulchellum
- Muscari racemosum
- Muscari salah-eidii
- Muscari sandrasicum
- Muscari sivrihisardaghlarensis
- Muscari spreizenhoferi
- Muscari stenanthum
- Muscari tavoricum
- Muscari turcicum
- Muscari vuralii

## نگارخانه

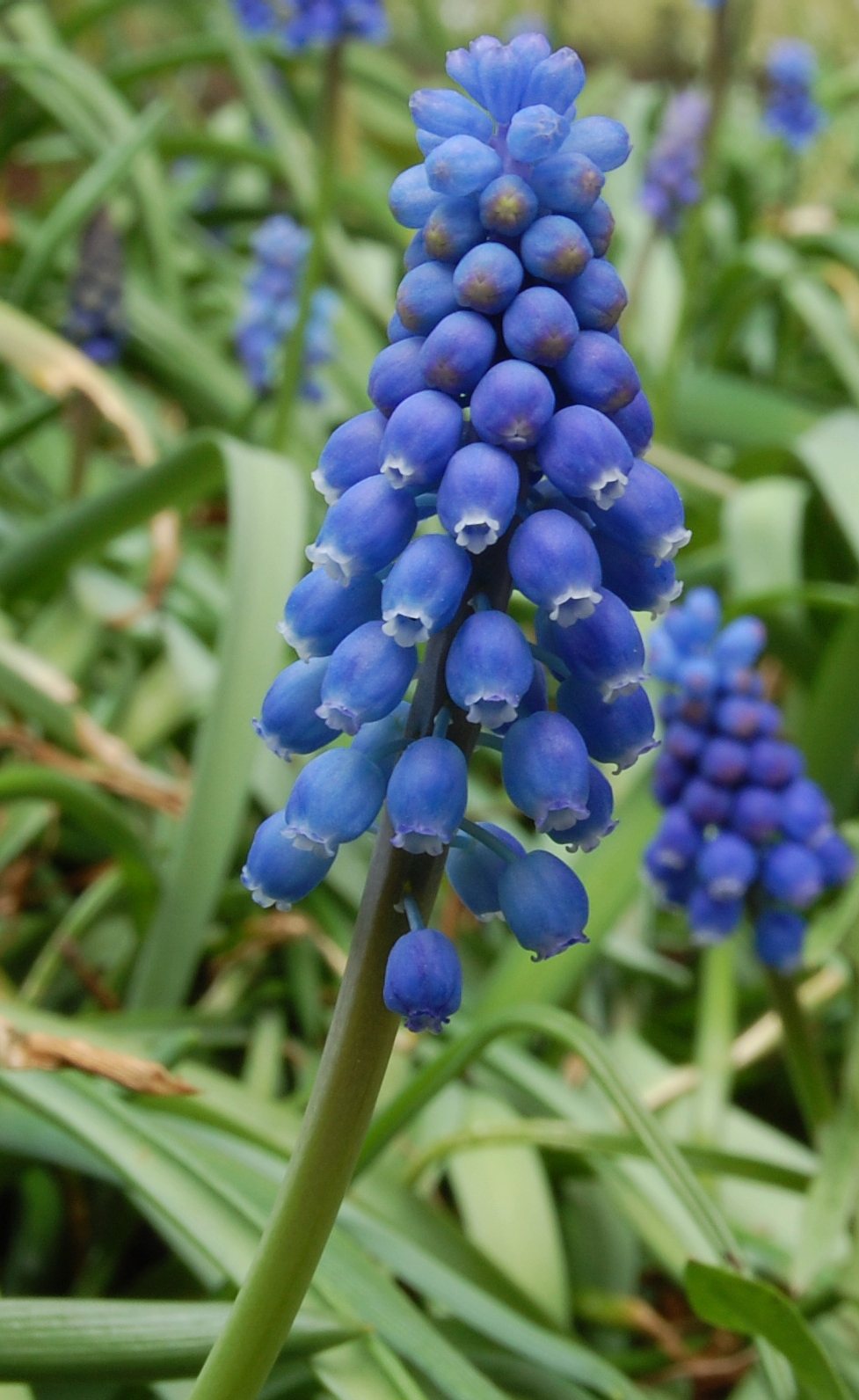
M. racemosum / neglectum
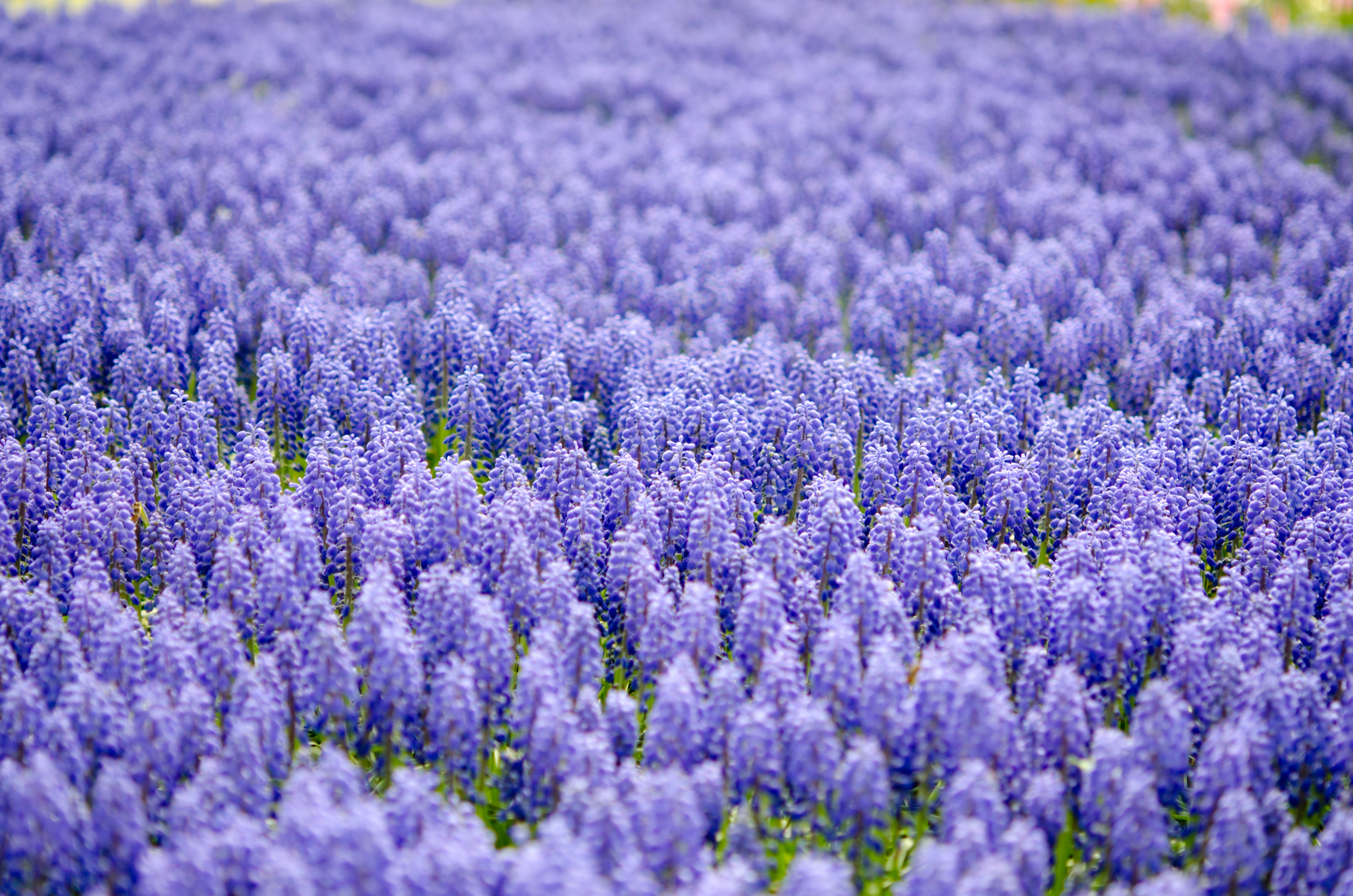
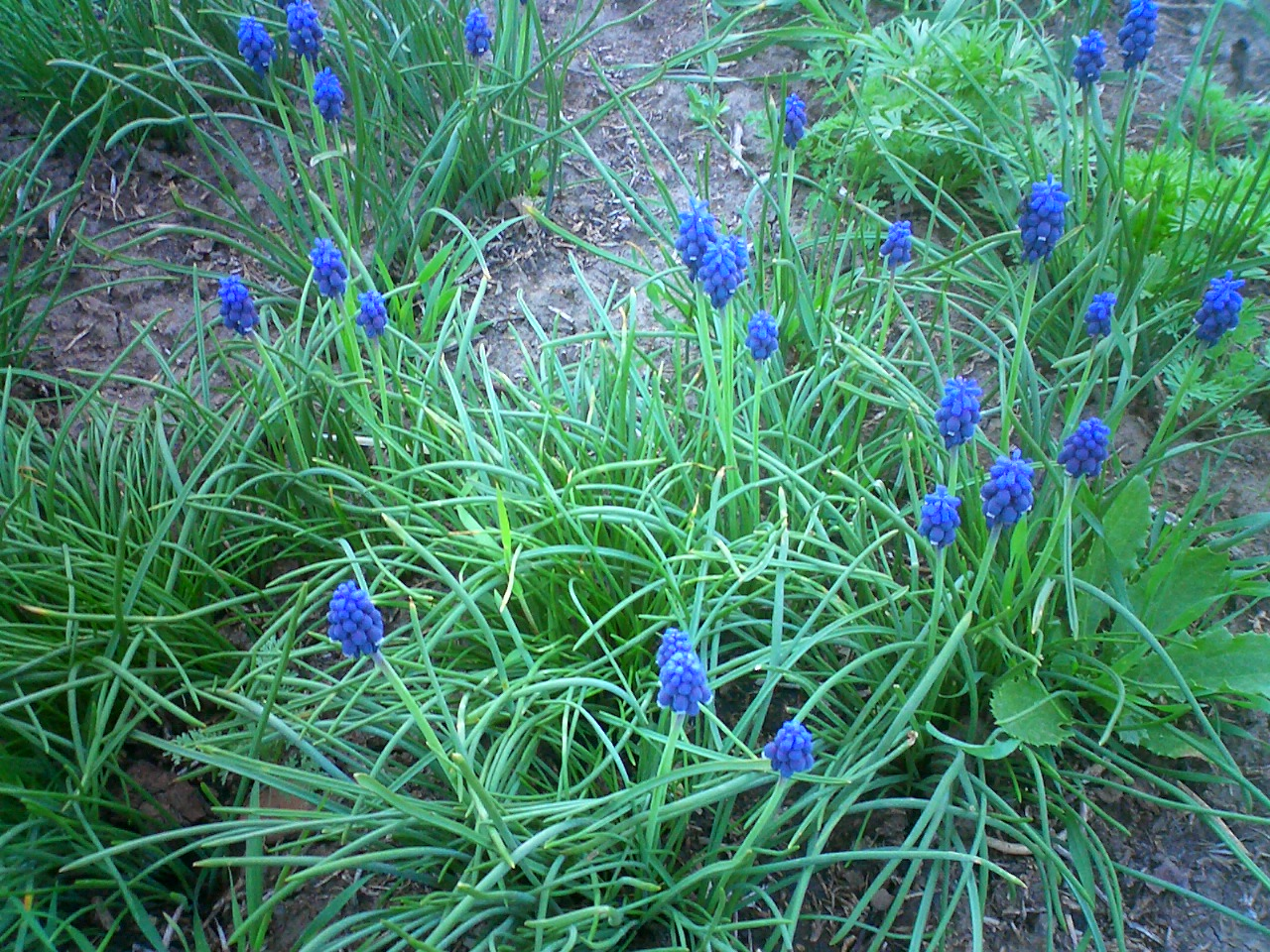
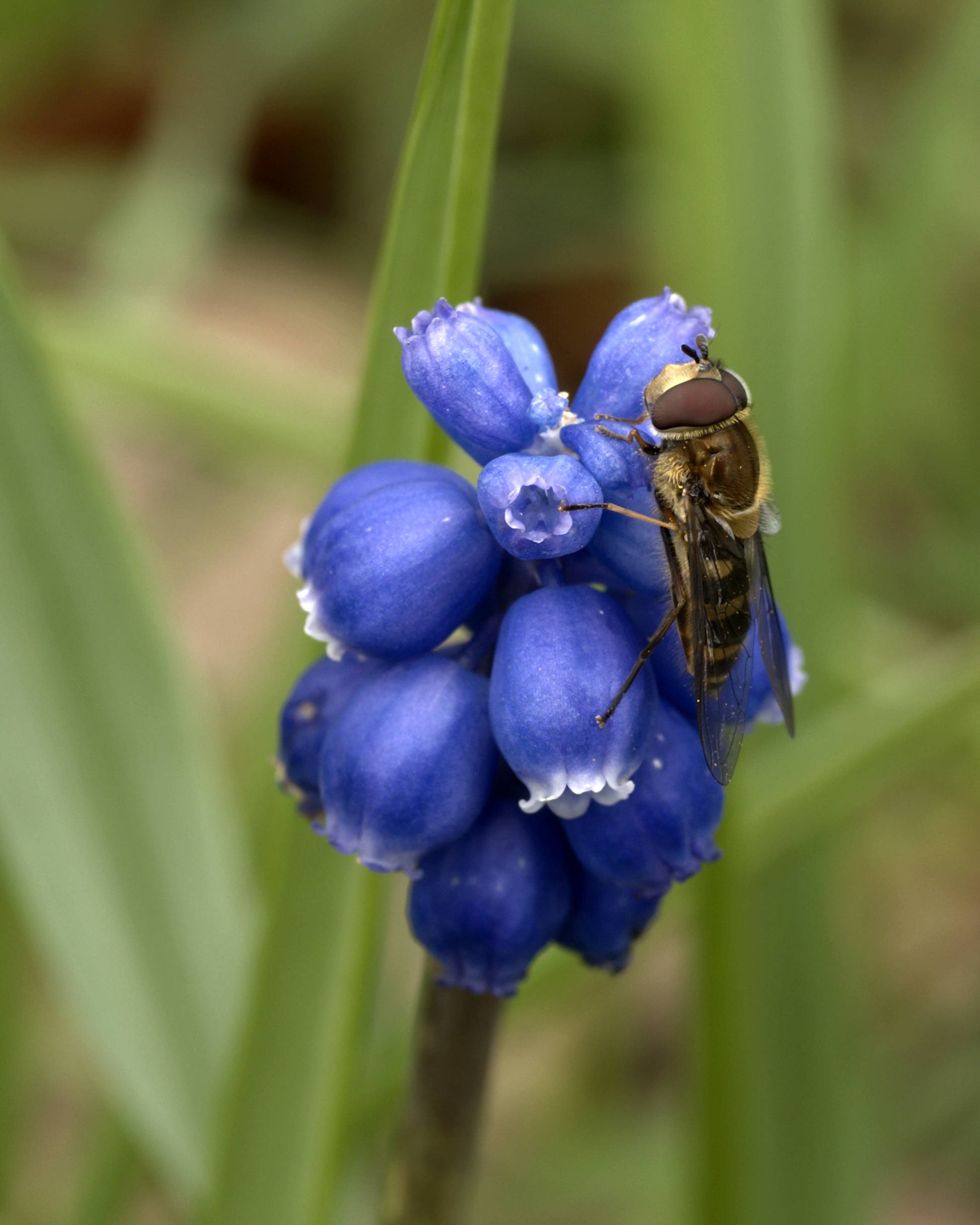
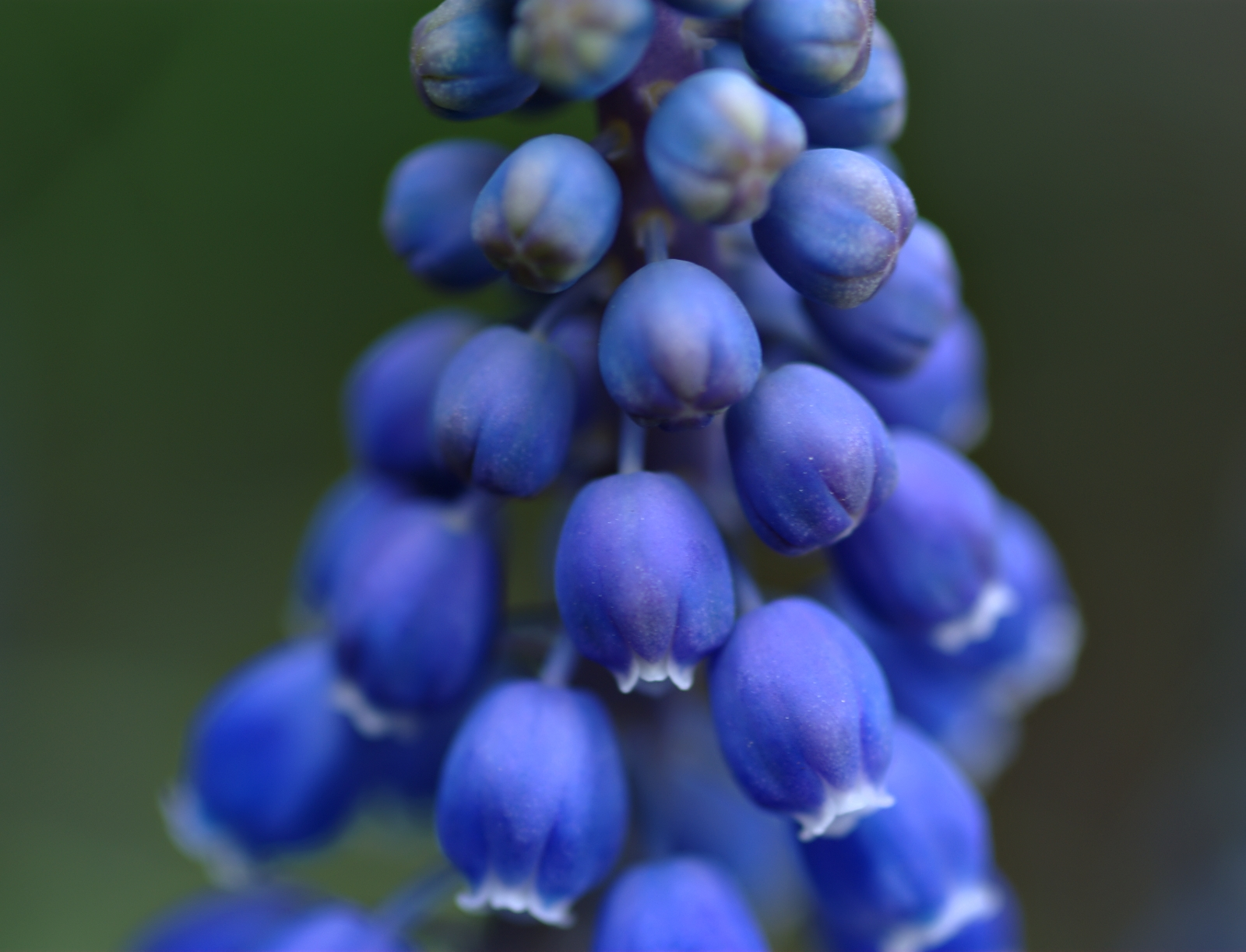
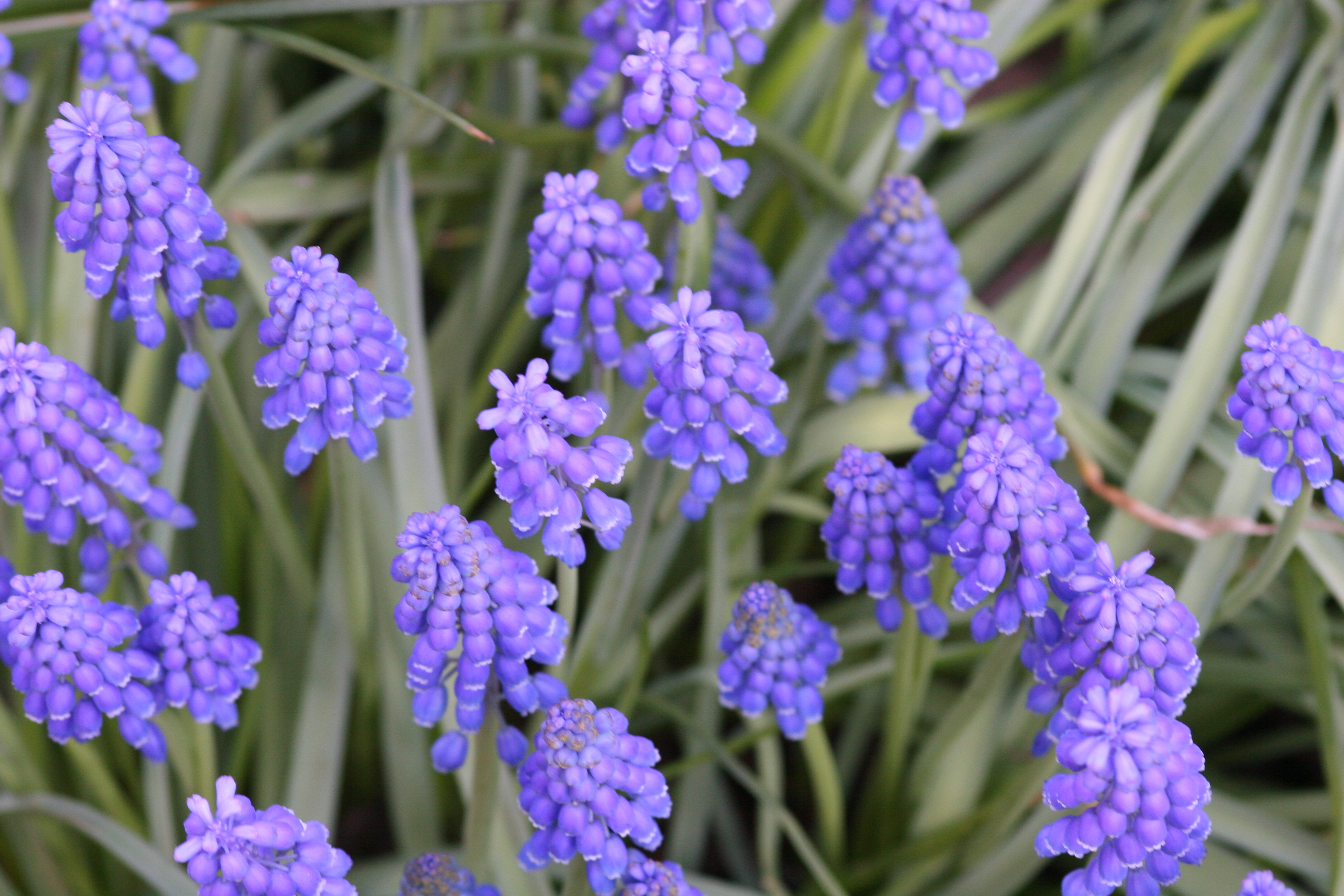
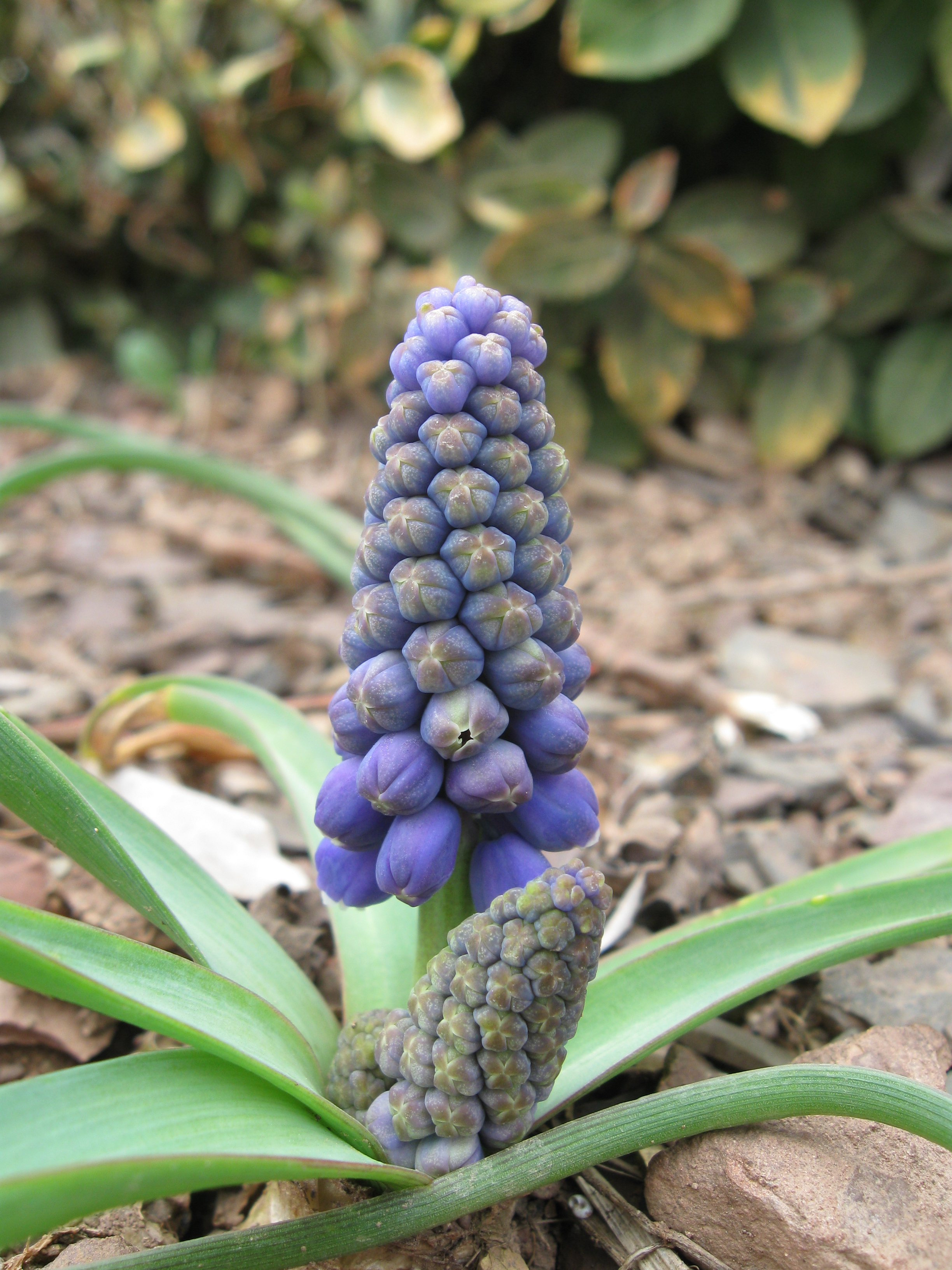
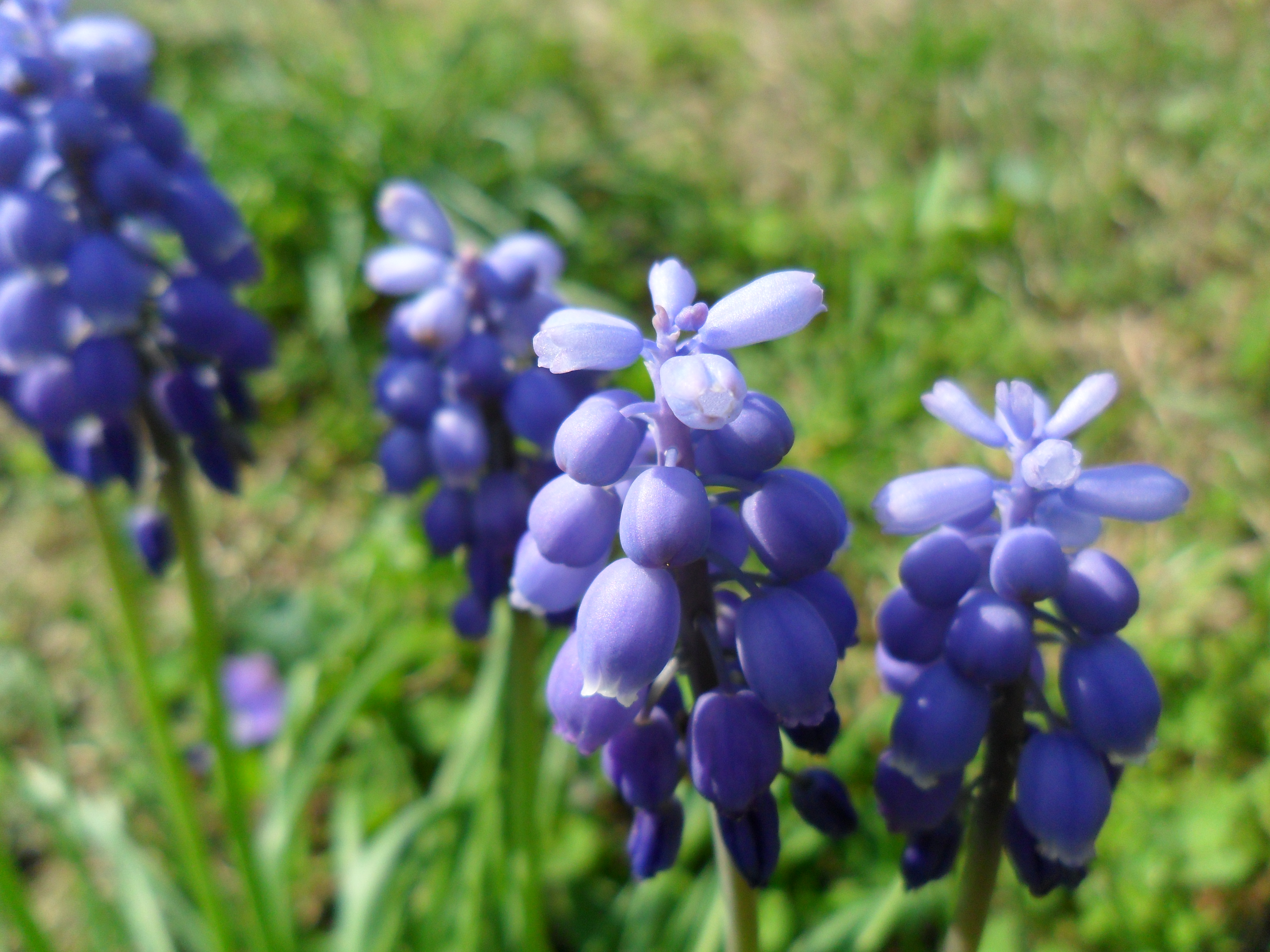